# Pulkovo Airlines

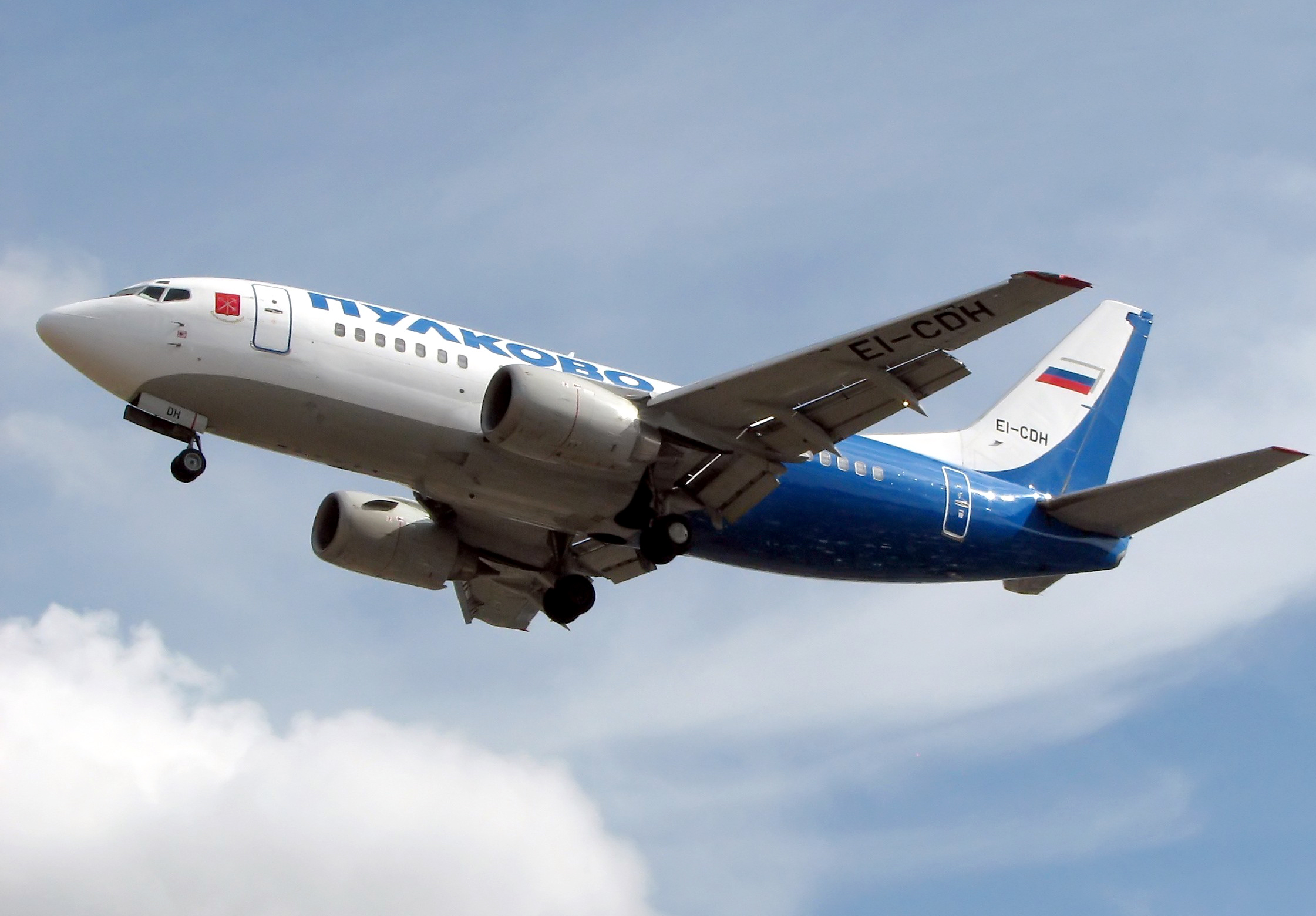
Boeing 737-500 linii Pulkovo

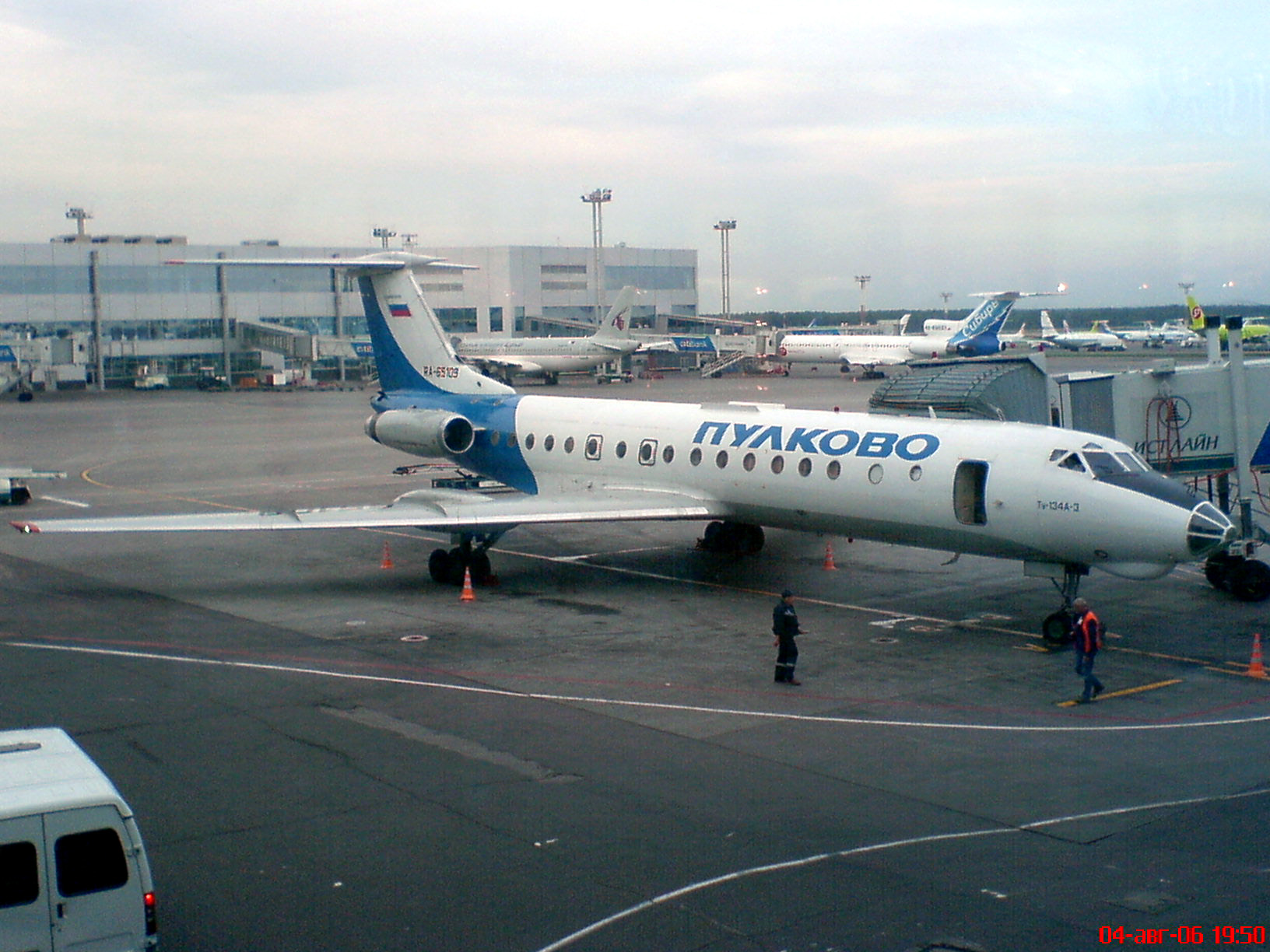
Pulkovo Tu-134A

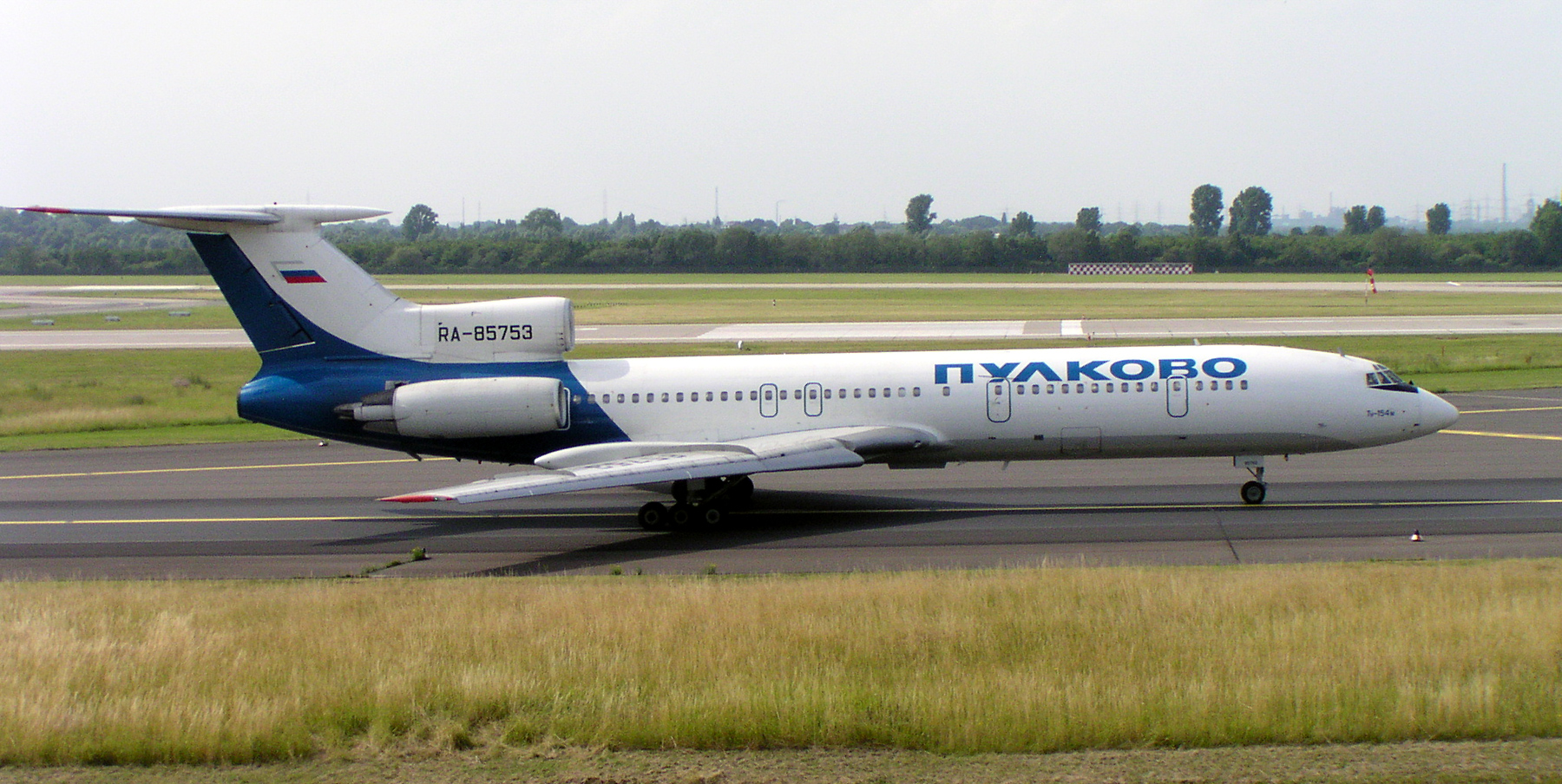
Pulkovo Tu-154M na lotnisku w Düsseldorfie

Pulkovo Aviation Enterprise – rosyjska linia lotnicza z siedzibą w Petersburgu. Eksploatowała Port lotniczy Sankt Petersburg-Pułkowo i była w 100% własnością państwa. Była to 3. pod względem wielkości linia lotnicza w Rosji. 29 października 2006 przerwano połączenia z Russia State Transport Company w celu utworzenia nowej spółki pod nazwą Rossija.

## Historia
Linie lotnicze zostały nazwane od miejscowości, w której mieściła się ich siedziba (Pułkowo). Działalność rozpoczęły 24 czerwca 1932 z 2 samolotami lądującymi na nowo wybudowanym Shosseynaya Airport na południu Leningradu. Linie rozwijały się bardzo szybko, a w 1939 roku lotnisko Shosseynaya obsługiwało 29 tras, przewożąc 6305 pasażerów, 708 ton ładunku, i ponad 333 tony listów.
Lotnisko stało się znane jako Pulkovo pod koniec lat 50. Składało się z dwóch terminali, które znajdowały się tak daleko od siebie, że mogłyby być klasyfikowane jako oddzielne lotniska. Pulkovo Airlines dołączyło do IATA w czerwcu 2000.
W 2003 roku linie zatrudniały około 7000 pracowników, przewiozło 911 563 pasażerów oraz 3753,6 ton ładunku.
W 2006 roku przeprowadziło fuzję z Rossija.

## Incydenty oraz wypadki
- Lot techniczny linii Pulkovo Ił-86 RA-86060 rozbił się krótko po starcie z 16 członkami załogi na pokładzie, o godzinie 16:25 czasu lokalnego 28 lipca 2002, z Portu lotniczego Moskwa-Szeremietiewo. 2 stewardesy przeżyły katastrofę.
- Katastrofa lotu Pulkovo 612